# Circuit du Maine-et-Loire
Le Circuit du Maine-et-Loire est une ancienne course cycliste française, parfois à étapes, organisée de 1911 à 1952, dans le département de Maine-et-Loire et plus particulièrement autour d'Angers.

## Palmarès
| Année | Vainqueur                     | Deuxième         | Troisième         |
| ----- | ----------------------------- | ---------------- | ----------------- |
| 1911  | Léon Brun                     | Eugène Donadieu  | Louis Péan        |
| 1912  | Maurice Auriaux               | Ricateau         | Edmond Baltet     |
| 1919  | Léon Brun                     | Fritscher        | Brun Fils         |
| 1921  | Didier Meslard                | Léon Brun        | René Gérard       |
| 1923  | Maurice Gobillot              | Pierre Beffarat  | Roland Jacquet    |
| 1924  | Gabriel Rérolle               | Auguste Robineau | Gaston Persigan   |
| 1928  | Eugène Archambault            | Auguste Goupil   | René Guignaudeau  |
| 1929  | René Deguai                   | Eugène Greau     | Gabriel Rérolle   |
| 1930  | Maurice Lhotellier            | René Deguai      | Léon Drouet       |
| 1931  | Lucien Louet                  | René Deguai      | Yves Le Goff      |
| 1932  | René Deguai                   | René Guignaudeau | Yves Le Goff      |
| 1933  | Yves Le Goff                  | Marcel Mahé      | Gino Sciardis     |
| 1934  | André Joyeux                  | Jean Colasseau   | Marcel Reverdy    |
| 1935  | Lucien Bigoin                 | Maurice Anselme  | Gino Sciardis     |
| 1936  | Jean Fréchaut                 | Jean Colasseau   | Alexandre Hamelin |
| 1937  | Léon Le Calvez Auguste Goupil | Georges Naisse   |                   |
| 1938  | Robert Tanneveau              | René Debenne     | Dante Franzil     |
| 1939  | André Desmoulins              | Jules Merviel    | Georges Vey       |
| 1947  | Louis Bocquet                 |                  |                   |
| 1952  | Gino Sciardis                 | Marcel Dussault  | Maurice Quentin   |